# Zgniot husarczyk
Zgniot husarczyk (Ibalia leucospoides) – gatunek błonkówki z rodziny zgniotowatych.

## Taksonomia
Gatunek ten dzieli się na dwa podgatunki:
- Ibalia leucospoides ensiger Norton, 1862
- Ibalia leucospoides leucospoides (Hochenwarth, 1785)

## Zasięg występowania
Afryka, Ameryka Północna, Azja i Europa. W Europie notowany w Belgii, na Cyprze, we Francji, w Grecji, Hiszpanii, Niemczech, Polsce, Portugalii, Szwajcarii, Szwecji, na Węgrzech, w Wielkiej Brytanii oraz we Włoszech. Wątpliwe dane pochodzą z Balearów, Cyklad, Czech, Dodekanezu, Gibraltaru, Irlandii, Korsyki, Krety, europejskiej części Rosji, Sardynii, Słowacji, Sycylii oraz Turcji. Poza tym występuje w Krainie Nearktycznej, wsch. Palearktyce, płn. Afryce oraz wątpliwie na Bliskim Wschodzie.
W Polsce rzadki.

## Budowa ciała
Samice osiągają 10–14 mm długości, samce 7–11 mm. Głowa okrągła, policzki bardzo szerokie. Na przedniej krawędzi tułowia niewielki garb wystający ponad tarczkę. Odwłok bardzo mocno bocznie spłaszczony. Pokładełko cienkie, o długości wynoszącej nawet 2,5 długości odwłoka, jest złożone wzdłuż jego sternitów i słabo widoczne. Komórka radialna w przedniej parze skrzydeł bardzo wąska i wydłużona.
Głowa i tułów czarne, odwłok ciemnoczerwony, czasem z ciemniejszym wierzchołkiem. Uda i golenie czarne. Skrzydła przezroczyste, przydymione z czarnym użyłkowaniem; pterostygma czarna.

## Biologia i ekologia

### Tryb życia i biotop
Występuje w lasach, parkach, zadrzewionych ogrodach itp. Aktywny od lipca do listopada.

### Odżywianie
Larwy są parazytoidami larw trzpiennikowatych z rodzajów Sirex, Urocerus i Xeris. Żerują one pojedynczo, najpierw wewnątrz żyjącego żywiciela, potem zaś na zewnątrz jego ciała.